# Gymnoscelis improbata
Gymnoscelis improbata là một loài bướm đêm trong họ Geometridae.